# Duvanište (miasto Šabac)
Duvanište (cyr. Дуваниште) – wieś w Serbii, w okręgu maczwańskim, w mieście Šabac. W 2011 roku liczyła 560 mieszkańców.